# Coyah
Coyah är en prefekturhuvudort i Guinea.   Den ligger i prefekturen Coyah och regionen Kindia Region, i den västra delen av landet, 40 km nordost om huvudstaden Conakry. Coyah ligger 86 meter över havet och antalet invånare är 77 103.
Terrängen runt Coyah är kuperad åt nordost, men åt sydväst är den platt. Terrängen runt Coyah sluttar söderut. Runt Coyah är det tätbefolkat, med 493 invånare per kvadratkilometer. Coyah är det största samhället i trakten. Omgivningarna runt Coyah är en mosaik av jordbruksmark och naturlig växtlighet.